# Meigu He
Meigu He (kinesiska: 美姑河) är ett vattendrag i Kina. Det ligger i provinsen Sichuan, i den sydvästra delen av landet, omkring 300 kilometer söder om provinshuvudstaden Chengdu.
Genomsnittlig årsnederbörd är 1 153 millimeter. Den regnigaste månaden är juli, med i genomsnitt 247 mm nederbörd, och den torraste är november, med 8 mm nederbörd.